# Parafia św. Antoniego Padewskiego w Jezierni
Parafia św. Antoniego Padewskiego w Jezierni – parafia rzymskokatolicka z siedzibą  w Jezierni, znajdująca się w dekanacie Tomaszów-Południe, w diecezji zamojsko-lubaczowskiej.
Parafia została erygowana w dniu 16 czerwca 2000, dekretem biskupa zamojsko - lubaczowskiego, Jana Śrutwy.
Liczba wiernych: 1000.
Do parafii należą miejscowości: Jeziernia, Łaszczówka-Kolonia, Rogowe Kopce.

## Proboszczowie parafii
Źródło:
- 2000–2011 - ks. Witold Mikulski
- 2011–2013 - ks. Tomasz Demczuk
- 2013–obecnie - ks. Mieczysław Grabowski